# Pei-Yuan Wei
Pei-Yuan Wei (chinois : 魏培源 ; pinyin : Wei Peiyuan) est un informaticien américain.
Il est le créateur de ViolaWWW, le premier navigateur web graphique populaire.

## Biographie
Pei-Yuan Wei est né à Taiwan. Il est diplômé du Berkeley High School en 1986.
Il a poursuivi des études supérieures à l'Université de Californie à Berkeley et a été membre du club étudiant, l'eXperimental Computing Facility (en), un club de passionné de l'informatique.

## Source de la traduction
- (en) Cet article est partiellement ou en totalité issu de l’article de Wikipédia en anglais intitulé « Pei-Yuan Wei » (voir la liste des auteurs).